# Liste der Baudenkmale in Krien
In der Liste der Baudenkmale in Krien sind alle denkmalgeschützten Bauten der Gemeinde Krien (Mecklenburg-Vorpommern) und ihrer Ortsteile aufgelistet. Grundlage ist die Veröffentlichung der Denkmalliste des Landkreises Ostvorpommern mit dem Stand vom 30. Dezember 1996. 

## Baudenkmale nach Ortsteilen

### Krien
| ID | Lage                       | Bezeichnung                                      | Beschreibung | Bild                                             |
| -- | -------------------------- | ------------------------------------------------ | ------------ | ------------------------------------------------ |
|    | Bauernstraße 13 (Karte)    | Wohnhaus                                         |              |                                                  |
|    | Bauernstraße 26/27 (Karte) | Wohnhaus und Stallspeicher                       |              |                                                  |
|    | Friedhof (Karte)           | Umfassungsmauer und Portalanlage, Kriegerdenkmal |              | Umfassungsmauer und Portalanlage, Kriegerdenkmal |
|    | Gasthaus „Zum Kriener“     | Haustür                                          |              |                                                  |
|    | (Karte)                    | Kirche                                           |              | Kirche                                           |
|    | Mittelstraße 6 (Karte)     | Wohn- und Geschäftshaus mit Werbeaufschrift      |              |                                                  |
|    | Mittelstraße 9/10 (Karte)  | ehemalige Schule (Wohnhaus) und Stallspeicher    |              |                                                  |
|    | Mittelstraße 17 (Karte)    | Gaststätte mit Saalanbau und Stallspeicher.      |              |                                                  |
|    | Rundstraße 21 (Karte)      | Wohnhaus und Stallspeicher                       |              |                                                  |
|    | (Karte)                    | Wohnhaus                                         |              |                                                  |
|    | (Karte)                    | Stallspeicher                                    |              |                                                  |
|    | (Karte)                    | Pfarrhaus                                        |              |                                                  |
|    | (Karte)                    | Wohnhaus                                         |              |                                                  |

### Albinshof
| ID | Lage  | Bezeichnung  | Beschreibung | Bild |
| -- | ----- | ------------ | ------------ | ---- |
|    | Nr. 6 | eh. Gutshaus |              |      |

### Krienhorst
| ID | Lage | Bezeichnung                                             | Beschreibung | Bild |
| -- | ---- | ------------------------------------------------------- | ------------ | ---- |
|    |      | linker traufständiger Stallspeicher der ehem Gutsanlage |              |      |

### Wegezin
| ID | Lage    | Bezeichnung                                              | Beschreibung                                                           | Bild   |
| -- | ------- | -------------------------------------------------------- | ---------------------------------------------------------------------- | ------ |
|    | (Karte) | Friedhof, Umfassungsmauer, Kriegerdenkmal mit Grabstätte |                                                                        |        |
|    | (Karte) | Kirche                                                   | Neuromanische Feldsteinkirche von 1861 mit Stufengiebeln aus Backstein | Kirche |
|    | Nr. 9   | Wohnstallhaus                                            |                                                                        |        |
|    | Nr. 25  | Wohnstallscheunenhaus                                    |                                                                        |        |
|    | Nr. 26  | ehem. Dorfkrug                                           |                                                                        |        |
|    | Nr. 39  | Wohnhaus, Stallscheune                                   |                                                                        |        |

## Quelle
- Bericht über die Erstellung der Denkmallisten sowie über die Verwaltungspraxis bei der Benachrichtigung der Eigentümer und Gemeinden sowie über die Handhabung von Änderungswünschen (Stand: Juni 1997; PDF, 934 kB)

- Karte mit allen Koordinaten:
- OSM |
- WikiMap